# Prosper Morey
Mathieu-Prosper Morey fue un arquitecto francés nacido el 27 de diciembre de 1805 en Nancy y fallecido en la misma ciudad el 5 de julio de 1886.

## Orígenes y formación

### Inicios
Prosper Morey nació en Nancy, rue des Quatre-Églises, donde su padre era yesero. Su formación inicial no es conocida. Tal vez comenzó como aprendiz en construcción. Al contrario de varios arquitectos de su tiempo, pertenece a una clase social inferior. Alumno a la Escuela de Bellas Artes de París, recibe las clases del arquitecto Achille Leclère, en el taller del cual encuentra a Eugène Viollet-le-Duc por primera vez.

### Escuela Nacional y Especial de Bellas Artes
Ingresó en la Escuela de Bellas Artes en 1827. Disponemos de varios testimonios de su paso en forma de ejercicios de dibujo : una escalera, una biblioteca, copias de una casa de Baldassare Pedruzzi y un templo romano. Su carrera académica es brillante : ganó el Gran Premio de Roma de arquitectura en 1831 por un proyecto de balneario .

### Academia Francesa en Roma
Ganador del Gran Premio de Roma, permaneció en la Villa Medici de 1832 a 1837. En 1838, fue asignado como arquitecto de la misión arqueológica en Grecia y Asia Menor dirigida por Raoul Rochette . En 1846 participó en la creación de la Escuela Francesa de Atenas .

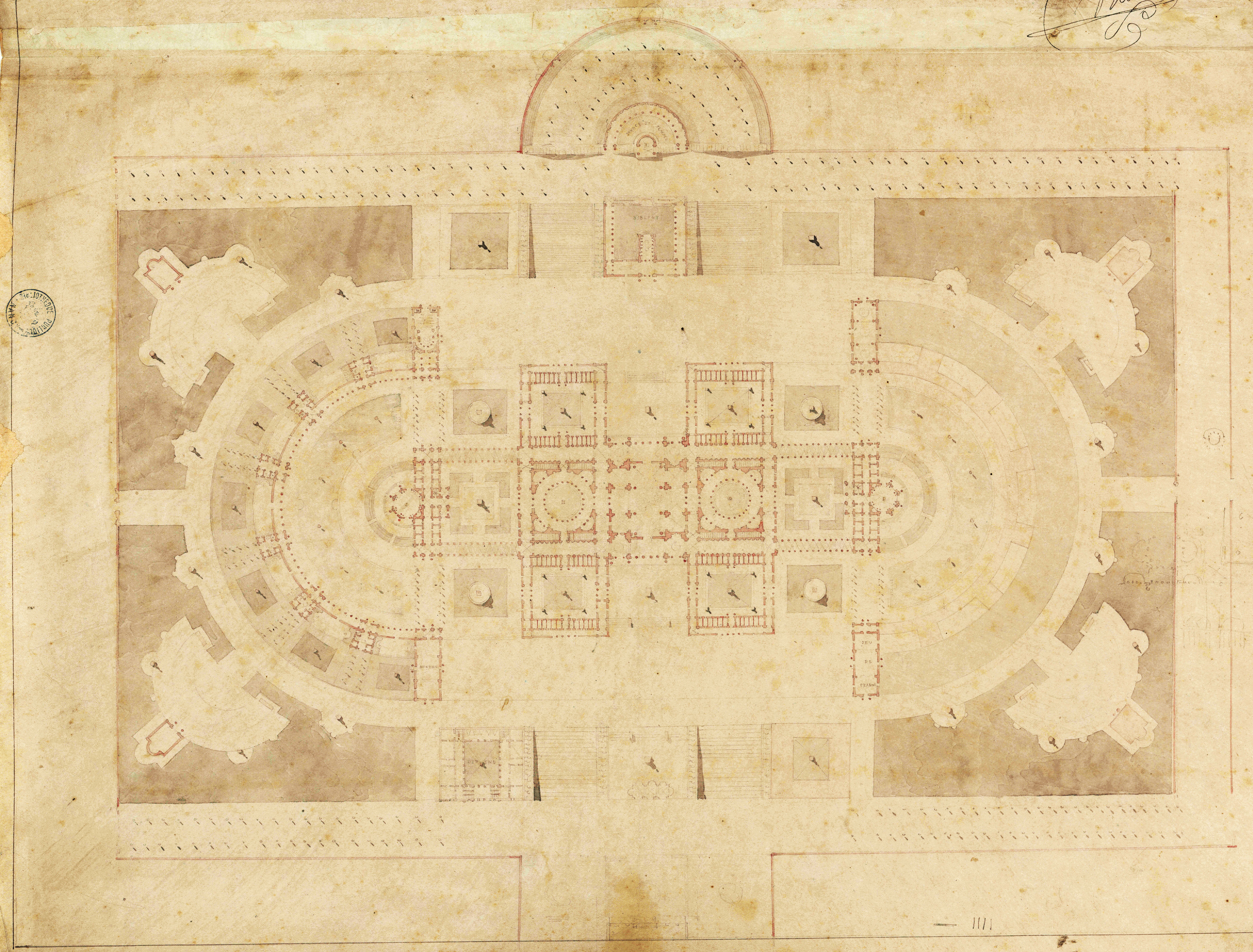
Proyecto para un balneario (plano)
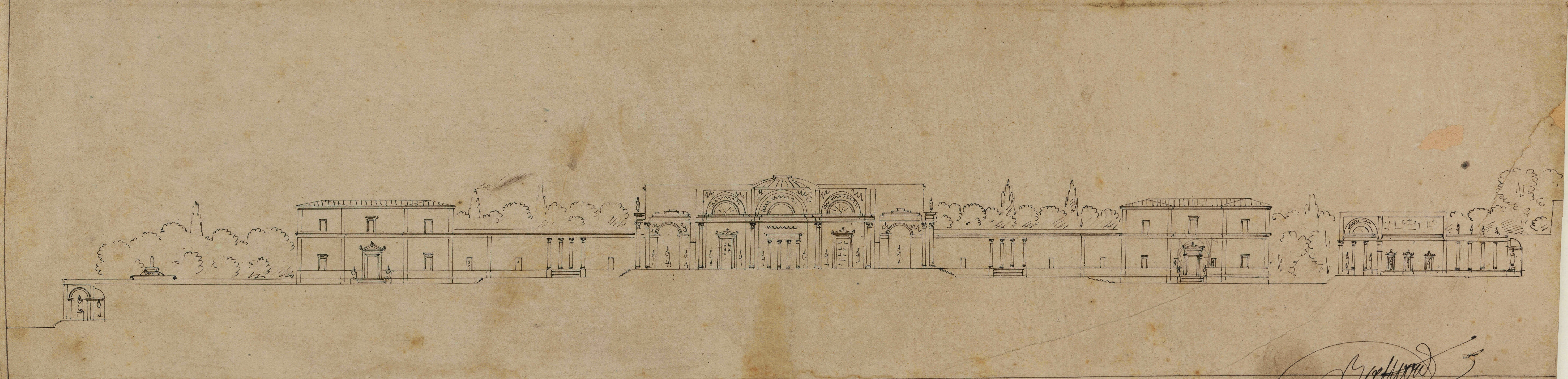
Proyecto para un balneario (corte)
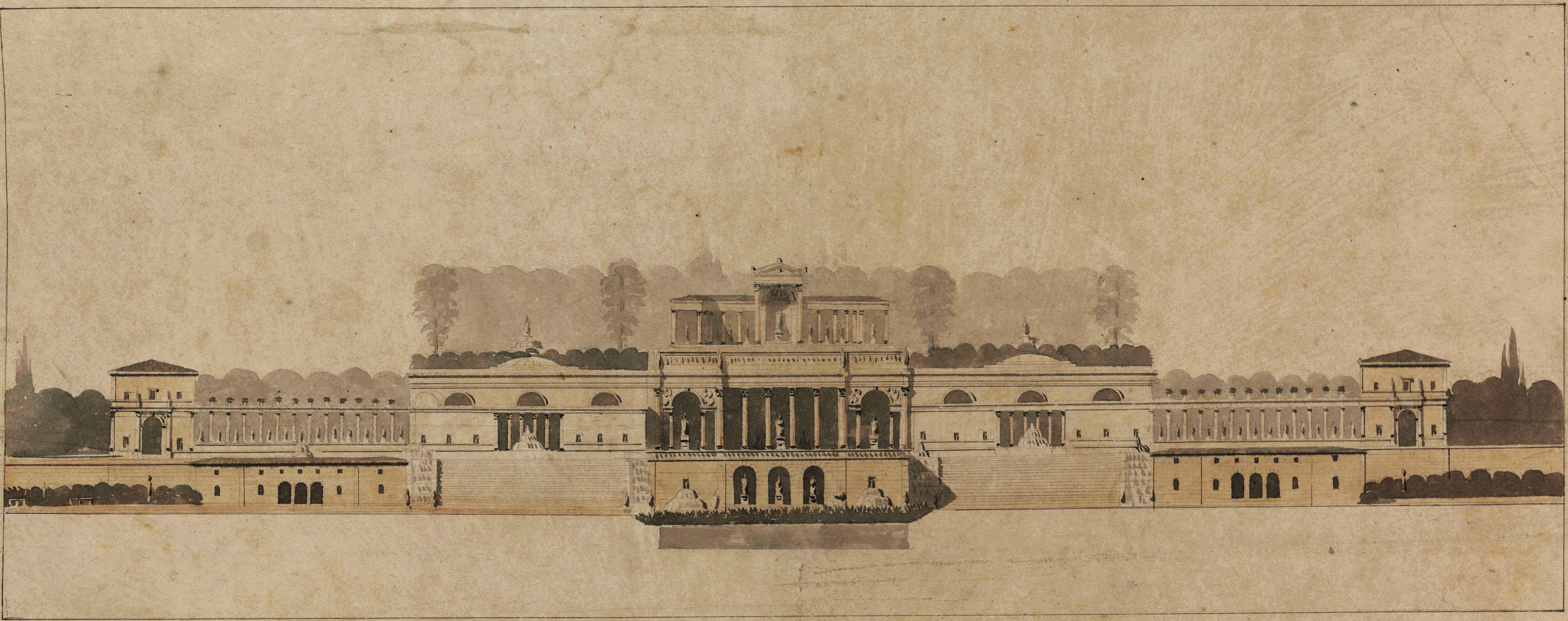
Proyecto para un balneario (alzado)

## Estancias en Italia y Grecia
Varios viajes al extranjero marcaron la carrera de Prosper Morey. Esta comenzó en Roma, donde permaneció entre enero de 1832 y finales de la primavera de 1837. Luego, cumplió escrupulosamente sus deberes, lo que le valió los elogios constantes de la Academia de Bellas Artes, juez de los envíos anuales de los estudiantes. En la Villa Médicis, dirigida por Horace Vernet y luego Ingres, tiene Léon Vaudoyer, Victor Baltard y Hector Berlioz como compañeros de trabajo.
Además, Morey realizó varias estancias fuera de Roma durante las cuales adquirió la costumbre, como la mayoría de los arquitectos residentes, de dibujar los monumentos que visitaba. Estos croquis, que consisten en dibujos de plantas, cortes, alzados o vistas pintorescas, se recogen en carpetas o álbumes y forman un corpus de referencias que el arquitecto pudo consultar a lo largo de su carrera.
La carpeta de Morey fue legada a la Biblioteca Municipal de Nancy después de su muerte en 1886. Reúne 21 álbumes que contienen dibujos preparatorios de los envíos desde Roma, así que los dibujos ejecutados durante las distintas estancias del arquitecto en los alrededores de Roma, en la península itálica y en Oriente. Sin embargo, aparte de los relativos a Atenas, se conserva una cantidad muy pequeña de dibujos correspondientes a Oriente, que Morey visitó de mayo a agosto de 1838. Por tanto, es probable que algunos bocetos hayan desaparecido o se encuentren en otro lugar.

### Envíos de Roma
Los envíos constituyen deberes de los residentes de la Villa Medici. Terminados a principios de enero, son expuestos brevemente en Roma antes de embarcar hacia París, donde los juzga la Academia de Bellas Artes. Los plazos del jurado y del correo hacen que la evaluación a menudo solo llegue a los estudiantes en noviembre o diciembre, unas semanas antes de presentar una fase más completa de sus trabajos.
- Envíos del primer año : Templo de Marte Vengador (para su trabajo en este edificio, Morey solicitó autorización a las autoridades romanas para realizar excavaciones arqueológicas [4]), y restauración del Foro de Augusto ;
- Envíos del segundo año : Estudio de detalles para el Panteón de Agripa, el Foro Triangular de Pompeya y el Templo de la Paz en Paestum ;
- Envíos del tercer año : Arcos de Tito, Constantino y Septimio Severo, el Templo de Vesta (Tívoli), templo de Hércules en Cori ;
- Envíos del cuarto año : Proyecto de restauración del Foro de Trajano ;
- Envíos de quinto año : Proyecto de Panteón.

Los envíos de Morey no son notables por su originalidad. Sin embargo, son muy apreciados por los jueces. En todos los aspectos, se muestra como un residente modelo y cuidadoso. Reproduce ciertos croquis realizados por sus colegas como Alphonse Goujon, siendo la copia uno de los principales vectores de aprendizaje del oficio de arquitecto.

### Morey en Pompeya
Prosper Morey fue uno de los primeros en visitar y medir las ruinas de Pompeya, donde visitó al menos dos veces. Su primera estancia tuvo lugar en 1833, durante su segundo año en la Academia de Francia en Roma. Regresó allí en 1838, después de su expedición a Grecia.
En aquel momento sólo se había excavado una cuarta parte de la ciudad. Dotado de un gran talento para observar, representar la arquitectura y la decoración. Morey ofrece visiones sorprendentes, a veces sin precedentes de los frescos de numerosas villas pompeyanas, entre las cuales :
- la " casa del cuarto oscuro " (o " casa de bronces "), que fue el primero en dibujar,
- la " casa de ariadna ",
- la " casa de caza ",
- la " casa de salustio ”,
- la “ casa de Pansa ».[5][6]

Pero también dibuja las murallas, varios alzados, fragmentos arquitectónicos, columnatas y algunos edificios públicos como las termas o el pequeño teatro. Entre 1833 y 1834, el arquitecto realizó no menos de 35 páginas pompeyanas. Están recogidas en el volumen XV de sus álbumes.
Más de un centenar de estos dibujos se conservan hoy, en la biblioteca municipal de Nancy. Muchos de ellos fueron también retocados con gouache y acuarela por Morey mismo, a su regreso a París. Su importancia es crucial para el conocimiento de Pompeya. En efecto, documentan con precisión las excavaciones realizadas en este famoso yacimiento arqueológico durante el primer tercio del siglo XIX.

### Otros viajes
Se anima a los huéspedes a viajar a Italia para rafinar su gusto, con modelos antiguos perfectos, pero también les interesa la arquitectura medieval y renacentista. La cronología de los viajes de Prosper Morey, sin embargo, resulta vaga. Efectivamente, aunque la mitad de los dibujos están fechados, es necesario tener cierta precaución. Estas fechas (a menudo están el mes y el año) no indican necesariamente el momento en que el monumento fue visitado y dibujado, sino que pueden referirse al período en el que fue retocado y finalizado. Esto es, en cualquier caso, lo que revelan los croquis de los alzados del templo de Atenea Niké en Atenas. Están fechados en 1840, aunque Morey estaba en París ese año y su estancia en Atenas se desarrolló de mayo a junio de 1838. Además, la práctica de copiar entre residentes también da lugar a errores: si ciertos dibujos de los monumentos de Palermo están fechados en junio o diciembre de 1834, en realidad son copias de planos realizados por otros residentes de la Villa Medici.
En 1834 o 1836, Morey viajó a Sicilia en compañía de Victor Baltard. Encontró allí a Viollet-le-Duc. Palermo y especialmente la catedral de Messina son objeto de toda su atención. También se visita Nápoles y Venecia, con alzados y detalles del Palacio Ducal.
En 1838, fue asignado como arquitecto a la misión arqueológica en Grecia y Asia Menor dirigida por Raoul Rochette. En 1846, participó en la creación de la Escuela Francesa de Atenas.

## Carrera
A su regreso a Francia, hacia 1840, se instaló en París en la rue Saint-Georges. Se casó el 4 de mayo de 1841 con Louise-Arsène-Eugénie Klein, nieta del general Klein. La pareja tuvo una hija, Reine Mathilde, casada con Phulpin, quien estuvo detrás de la donación de toda la colección Morey a la ciudad de Nancy. Fue nombrado inspector de obras públicas y arquitecto experto junto a los tribunales. En particular, participó en la restauración de la Abadía de Saint-Omer y de la Columna de la Grande Armée en Boulogne. Solicitó varios cargos oficiales en el Ministerio de Asuntos Exteriores, en las Tullerías, en Fontainebleau y en el Louvre, sin obtenerlos.
En 1850, regresó a Nancy, donde pronto fue nombrado arquitecto jefe de la ciudad y arquitecto de los monumentos históricos del departamento de Meurthe . Autor de varias publicaciones sobre la historia de la arquitectura de Lorena, se convirtió en miembro de la Academia de Stanislas en 1850 y luego corresponsal de la Academia de Bellas Artes en 1869.

## Obras
Representante del estilo neogótico, construyó numerosos edificios para la ciudad de Nancy y sigue siendo famoso por la reconstrucción de la basílica de San Evre. Aquí están algunas de sus realizaciones : 
- el Mercado central, en 1849,
- la Iglesia de Saint-Vincent-Saint-Fiacre, de 1853-1855,
- el Castillo de l'Asnée, en Villers-lès-Nancy,[15]
- el Palacio Universitario, de 1858 a 1870,
- la ampliación del ayuntamiento, en 1862,
- la Basílica de San Evre, de 1863 a 1875,
- la reconstrucción (1866-1869) de la iglesia abacial de Senones, destruida en 1809 por un incendio,
- La casa del vigilante, en el parque de la Pépinière,1867 (destruida por un incendio criminal),
- la antigua Escuela de Pintura y Dibujo, 1871 (actualmente ala Norte del Museo de Lorena),
- el quiosco del parque de la Pépinière, 1874,
- la Iglesia de San Nicolás en Nancy, 1874-1883,
- la ampliación del Lycée de Nancy, 1877,
- la fachada monumental de la Place Vaudémont con estatuas de Eugène Laurent,
- el Hospital central, en 1883.

Como arquitecto de los monumentos históricos, contribuyó a numerosas restauraciones como :
- el palacio de los duques de Lorena,
- el Castillo de Haroué.

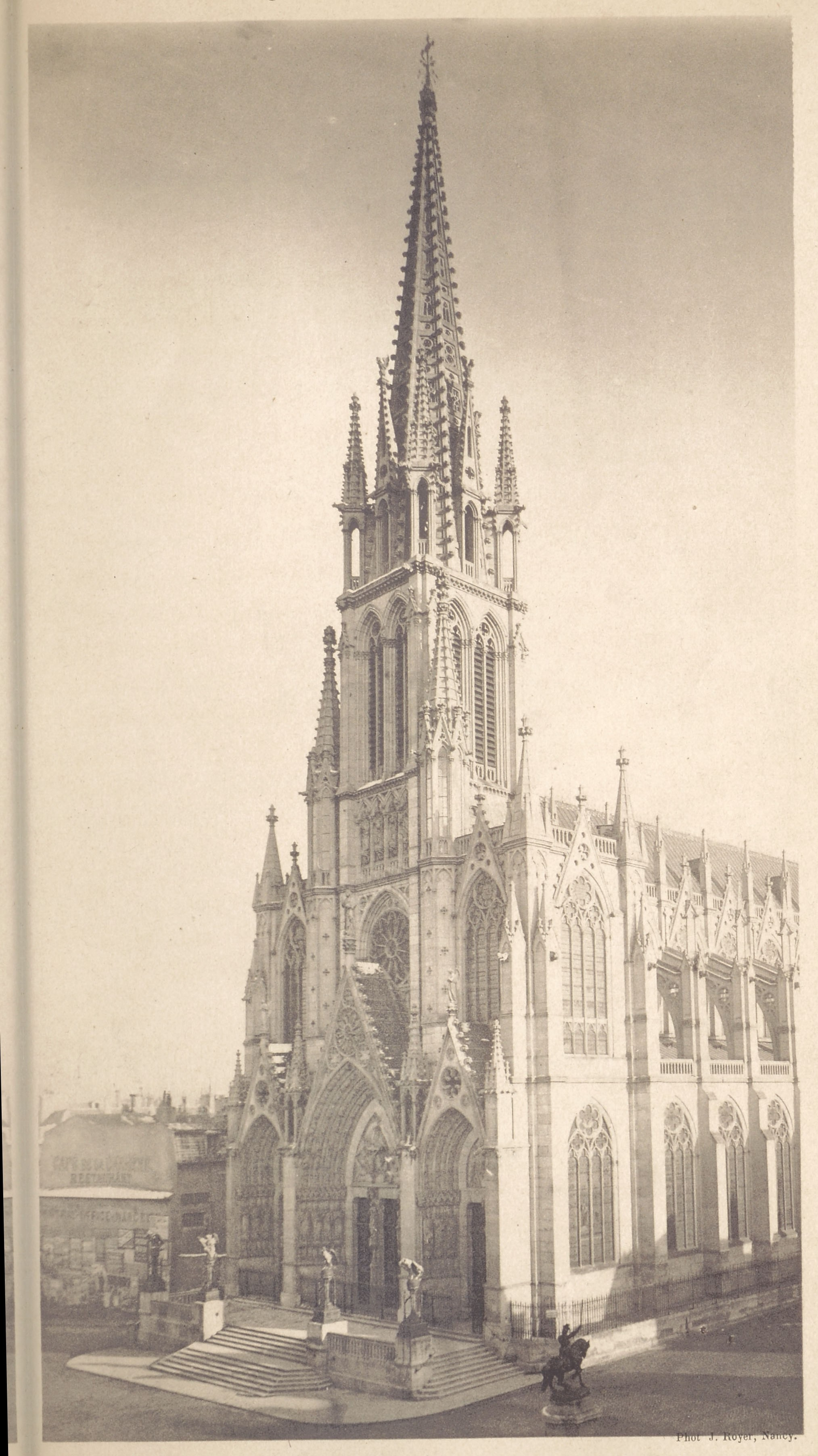
Fotografía de la basílica de San Evre hacia 1891.
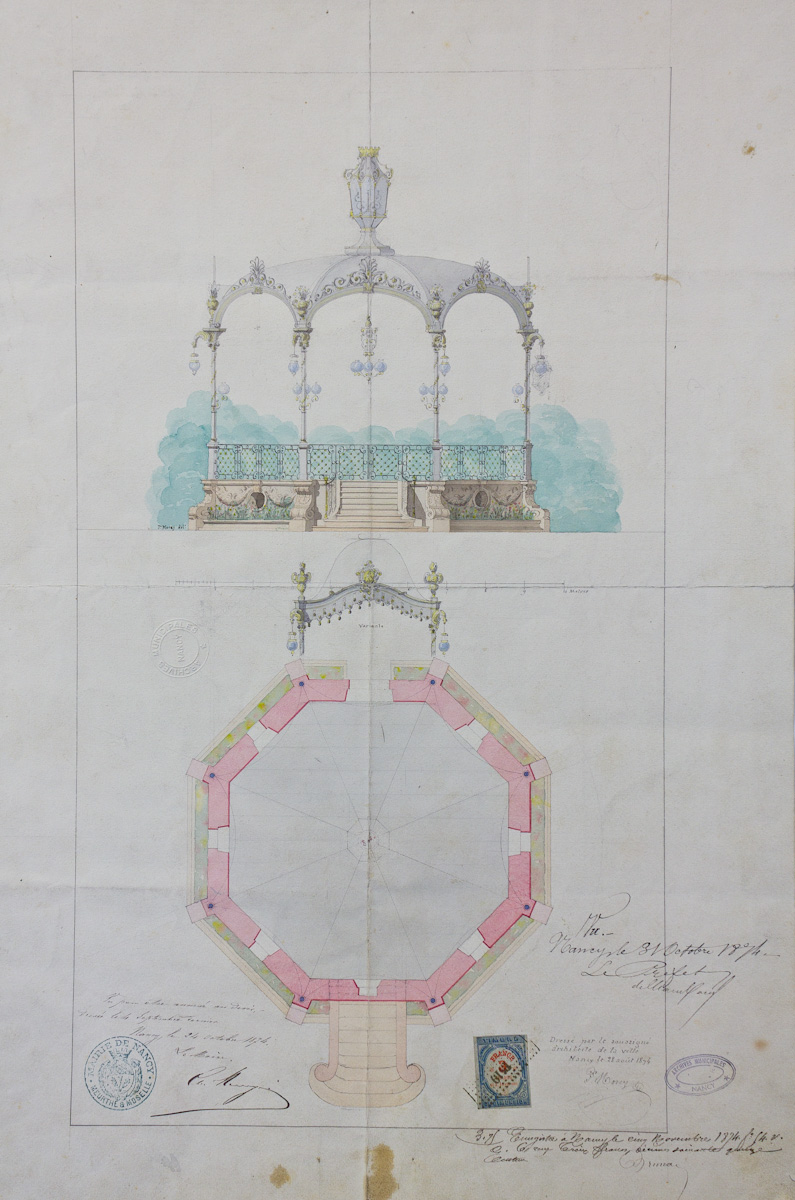
Proyecto de quiosco para el parque de la Pépinière.

## Honores
- Caballero de la Legión de Honor, en 1860 [16]
- Caballero de la Orden de Francisco José, en 1867
- Cruz de la Orden de San Gregorio Magno, en 1870
- Palma de Oficial de la Academia, en 1872.

En Nancy, una calle cercana a la estación, la calle Morey, lleva su nombre desde 1889. El arquitecto descansa en el cementerio de Préville.

### Enlaces
- Sitio dedicado al arquitecto Prosper Morey, con numerosos documentos (alojado en la Biblioteca Municipal de Nancy ).

- Datos: Q3407795
- Multimedia: Prosper Morey / Q3407795